# Nirvana (grup de música)
Nirvana fou un grup de música grunge estatunidenc molt popular, fundat l'any 1987 a Aberdeen, Washington. Amb la cançó "Smells like teen spirit" del disc Nevermind de l'any 1991, Nirvana assolia el seu màxim nivell de popularitat i, amb ells, el punk-rock alternatiu que els mitjans de comunicació anomenaven grunge. Altres grups de grunge de Seattle com ara Alice in Chains, Pearl Jam i Soundgarden també van guanyar popularitat, fent que el rock alternatiu esdevingués un dels gèneres principals a la ràdio i la televisió musical de la primera meitat dels anys 90.
Els seus membres principals van ser Kurt Cobain (veu principal i guitarra), Krist Novoselic (baix) i Dave Grohl (bateria). Nevermind fou el seu disc més famós.
Com a líder de Nirvana, en Kurt Cobain va ser anomenat "el portaveu d'una generació", amb Nirvana com a "grup bandera" de la "Generació X". En realitat, Cobain va rebutjar aquesta posició i es va centrar en la música del grup, tot desafiant l'audiència del conjunt amb el seu tercer disc, In Utero. Mentre la popularitat del grup disminuïa en els mesos següents a la seva publicació, els seguidors més fidels apreciaven la cara més obscura del grup, especialment després de l'actuació acústica Unplugged que van fer a la MTV el 1993.
La breu carrera de Nirvana va acabar amb la mort d'en Kurt Cobain per suïcidi el 1994, però la popularitat del grup va continuar els anys següents. Vuit anys després de la mort d'en Kurt Cobain, una maqueta inacabada que el grup va enregistrar dos mesos abans de la mort de Cobain va arribar al cim de les llistes de les principals ràdios del món. Des de la seva fundació el grup ha venut més de 50 milions de discs arreu del món, incloent-hi més de 10 milions de còpies venudes de Nevermind només als Estats Units. Nirvana encara conserva una presència constant a les ràdios de tot el món.

## Història

### Inicis
En Cobain i en Krist Novoselic es van conèixer el 1975. Tots dos eren fans del grup The Melvins i sovint anaven als seus assajos. Després d'uns quants intents fallits de formar el seu propi conjunt, el duet va reclutar el bateria Aaron Burckhard, i així es creà la primera encarnació del que seria més tard Nirvana. Durant els primers mesos, la parella va treballar amb diversos bateries, incloent en Dave Crover de The Melvins, que va tocar en les seves primeres maquetes. Al mateix temps, el grup va canviar de nom diversos cops (Skid Row, Pen Cap Chew i Ted Ed Fred), abans que finalment s'establís el de Nirvana el Febrer del 1988. Uns quants mesos més tard, el grup finalment troba un bateria estable, en Chad Channing.
La primera publicació oficial de Nirvana va ser el single "Love Buzz"/"Big Cheese" el 1988. El 1989 van publicar el seu primer disc, "Bleach", a la discogràfica Sub Pop Records. La gravació es va limitar a 1000 còpies en vinil, venudes al Lamefest a Seattle el 8 d'agost de 1989. "Bleach" estava molt influït per grups com els Melvins, Mudhoney, i el rock dels anys 70 de Black Sabbath i Led Zeppelin. En Novoselic va explicar en una entrevista de la publicació Rolling Stone que, durant una gira, el grup havia escoltat a la seva furgoneta una cassette que contenia un disc de The Smithereens en una cara i un disc del grup de black metal Celtic Frost a l'altra, tot assenyalant que aquesta combinació probablement també els influí. "Bleach" va esdevenir un disc molt ben considerat a les emissores de ràdio universitàries nacionals, però donava poques pistes de l'estil que mostraria la formació només dos anys més tard.
Tot i que no va tocar-hi, en Jason Everman va sortir als crèdits com a guitarrista a l'àlbum "Bleach" perquè va pagar els diners per a les sessions d'enregistrament: 606,17S. Després que el disc fos acabat, Everman tenia previst de quedar-se al grup com a segon guitarrista, però va ser-ne expulsat durant la primera gira pels Estats Units. No gaire temps més tard, tocava el baix amb els Soundgarden abans d'unir-se al grup Mink Funk.
A principis del 1990, el grup va comença a treballar amb el productor Butch Vig en les sessions que donarien com a fruit el successor de "Bleach". Durant aquestes sessions, en Kurt i en Krist es van adonar que en Chad no era el bateria que el grup necessitava, i de fet ell mateix va deixar la formació després de completar-les. Després d'unes quantes setmanes amb Dale Crover de The Melvins com a substitut, van contractar el bateria de Mudhoney, amb qui van enregistrar la cançó "Sliver". A finals d'aquell any, en Buzz Osborne dels Melvins va presentar-los en Dave Grohl, que estava cercant un grup nou.

### Nevermind
Seguint les repetides recomanacions de la Kim Gordon (membre de Sonic Youth), en David Geffen va contractar els Nirvana per a DGC Records el 1990. El grup va començar a enregistrar amb una gran discogràfica; el resultat fou Nevermind, considerat tot un clàssic.
Per a l'enregistrament del disc, el grup va decidir de continuar treballant amb en Vig. En lloc d'utilitzar l'estudi d'en Vig a Madison com van fer el 1990, el grup va decidir d'anar a Sound City a Los Angeles. Durant dos mesos, el grup va treballar en una varietat de cançons del seu catàleg. Un cop finalitzada la sessió, en Vig i el grup van analitzar el resultat de les mescles; com que no van quedar satisfets amb el resultat, van decidir de cercar algú per millorar la qualitat de les mescles, i es va escollir Andy Wallace, qui va coproduir el disc de Slayer de l'any 1990, Seasons in the Abyss.
En Wallace va portar el disc un nivell diferent, afegint-hi capes de reverberació i "trucs" d'estudi perquè no sonés tan obscur. Uns quants mesos després de la publicació de l'àlbum, en Cobain va criticar la feina de Wallace a la premsa; segons ell, Wallace havia tret força al so del disc, oblidant que Wallace havia estat escollit pel grup mateix i que ells també havien participat en el procés de mescla. Tot i que el grup estava decebut amb el so de "Nevermind", Wallace havia aconseguit, eliminant les seves arrels indie, crear un rock "radiofònic" que molts grups voldrien imitar durant la dècada.
Inicialment, DGC Records esperava vendre 250.000 còpies de "Nevermind", els mateixos resultats que havien aconseguit amb el disc de Goo de Sonic Youth. En comptes d'això, el disc va rebre el certificat de triple-platí (tres milions de còpies) als Estats Units menys de sis mesos després de la seva publicació. "Smells Like Teen Spirit" es va fer molt popular a la MTV, tot inspirant una allau d'imitadors i portant el so grunge a les masses. La popularitat del rock alternatiu, així com el "hair metal", sovint s'atribueix a l'èxit de "Nevermind". Al mes de gener de 1992, amb 12 milions de còpies venudes, el disc va arribar al número u de la llista Billboard nord-americana,. substituint el disc Dangerous de Michael Jackson, un fet considerat com la superació de la música alternativa sobre el pop. Això va ajudar altres discs de grups de grunge (com Ten, de Pearl Jam) a entrar a les llistes. Al·legant cansament, i després d'una petita gira per la costa est nord-americana, i una per Austràlia i Japó, el grup va decidir no fer una gira per Estats Units per promocionar "Nevermind" (tot i fer presentacions promocionals al famós programa Saturday Night Live i a la MTV), i optaren per fer diverses presentacions posteriorment.
Al mes de febrer del 1992, després d'una gira per Austràlia, Kurt Cobain es va casar amb la Courtney Love a Hawaii. Courtney Love va donar a llum una filla, la Frances Bean, l'agost següent. Alguns dies després del naixement de la Frances, Nirvana va fer un dels seus concerts més coneguts, com un dels actes centrals del Festival de Reading a Anglaterra. En Kurt va entrar-hi amb cadira de rodes i una perruca, fent una paròdia dels rumors que corrien sobre el seu estat mental; després es va unir a Grohl i Novoselic fent un dels concerts més variats del grup, afegint a la llista cançons que encara no havien estat publicades i fins i tot versions de "The Money Will Roll Right In" de Fang, "D-7" de The Wipers; Novoselic va cantar com a introducció de "Smells Like Teen Spirit" el tema "More than a Feeling", de Boston (que té un riff semblant al de "Smells Like Teen Spirit") i també van tocar una versió a l'estil de Jimi Hendrix de The Star-Spangled Banner. Al mig del concert, Kurt Cobain va comunicar al públic el naixement de la seva filla, i va aconseguir que la gent cridés "T'estimem Courtney!" a l'uníson. Grohl va confessar el 2005 al programa de ràdio "Loveline" que el grup creia que el concert seria un desastre total, a causa de tot el que havia passat durant els mesos anteriors i que no havien assajat des del juny. No obstant això, aquesta presentació va acabar sent una de les més memorables de la seva carrera.
Al cap de poc menys de dues setmanes, Nirvana va fer una altra actuació memorable als MTV Video Awards de 1992. Kurt va pensar que, degut a l'èxit que estaven tenint, el canal musical els permetria de tocar la seva nova cançó, "Rape Me". Els executius de la MTV, que preferien el seu gran èxit "Smells Like Teen Spirit", estaven molt espantats: pensaven que era una cançó en contra d'ells (perquè "Rape" no tan sols vol dir "violar" en anglès, sinó que també vol dir "esclavitzar"), i només van deixar que el grup toqués el seu senzill "Lithium". Al començament de la presentació, Cobain va tocar i cantar les primeres notes de "Rape Me", cosa que provocà un ensurt a la MTV, que acabà quan el grup començà a tocar "Lithium". Quan ja estaven acabant la cançó, Novoselic —frustrat perquè l'amplificador del seu baix va deixar de funcionar i per donar un "aire dramàtic"— va llençar enlaire el seu instrument. Per mala sort, el baix va caure al seu davant i va fer-li mal. Quan va acabar la cançó i mentre Kurt Cobain estava fent la "clàssica" destrucció dels instruments que feia al final de quasi cada actuació, Grohl es va aproximar al micròfon i va començar a cridar "Hola, Axl!", repetidament, referint-se al cantant de Guns N'Roses Axl Rose, amb qui el grup i la Courtney havien tingut una enganxada prèvia a la seva actuació.
Al desembre d'aquell any van publicar el disc Incesticide, una col·lecció de cares B i rareses. Algunes sessions radiofòniques del grup a la BBC i el material no publicat dels seus inicis van començar a circular mitjançant els circuits il·legals de venda de música; el disc va servir, doncs, per frenar els involucrats en el negoci, que incloïa seguidors que enregistraven els seus concerts sense autorització. El disc contenia algunes de les cançons preferides dels seguidors com "Sliver", "Dive", "Been a Son" o "Aneurysm", així com algunes versions de cançons de The Vaselines, un grup que, com a resultat de les versions que en va fer Nirvana, aconseguí una certa fama.

### In Utero
Per al disc In Utero, el grup va decidir de treballar amb el productor Steve Albini, més conegut pel seu treball al disc Surfer Rosa dels Pixies. Les sessions amb Albini van ser productives i força ràpides: la versió inicial del disc va ser enregistrada i mesclada en dues setmanes, molt lluny dels mesos que van caler per enregistrar i mesclar "Nevermind". Les gravacions van tenir lloc als estudis Pachyderm, a Minnesota.
Utilitzar Albini semblava un moviment deliberat per part de Nirvana per donar al disc un so menys polit i artificial, com si el grup es volgués distanciar de part de la seva nova audiència de masses, que paraven poca o gens d'atenció als grups alternatius, obscurs o experimentals, a qui Nirvana va intentar donar suport (com el cas de The Jesus Lizard): per exemple, una cançó d'"In Utero" que tenia llargs períodes de soroll de retroalimentació va ser anomenada irònicament "Radio Friendly Unit Shifter" (a la indústria musical, un disc "amic de la ràdio" ("radio friendly") és descrit com un disc ideal: susceptible de ser emès sovint per la ràdio i de vendre moltes còpies o "unitats"). No obstant això, Cobain va insistir que el so d'Albini era, simplement, el que sempre havia volgut tenir Nirvana: una gravació "natural", sense capes i capes de trucs d'estudi.
Després de la seva publicació, els fans van pensar que el grup volia que aquesta obra mestra sonés distorsionada. En realitat, el grup no estava satisfet amb certs aspectes de les mescles de l'Albini: especialment, pensaven que el baixos no havien estat mesclats amb nivells prou alts, i Cobain sentia que "Heart-Shaped Box" i "All Apologies" no sonaven "perfectes". El futur productor dels R.E.M., Scott Litt, va rebre l'encàrrec d'ajudar a remesclar aquestes dues cançons, amb el mateix Cobain afegint-hi instruments i veus addicionals. Litt també va remesclar "Pennyroyal Tea", però finalment la versió que va aparèixer al disc és la d'Albini (DGC va suggerir més endavant publicar la remescla d'en Litt com a single).
Amb "In Utero", el grup també es va enfrontar a la censura corporativa. Grans cadenes de magatzems com Kmart o Wal-Mart van rebutjar de tenir el disc als seus prestatges, argumentant que títols de cançons com "Rape Me" i el collage del fetus de plàstic de la contraportada eren molt "polèmics" per a cadenes "orientades a la família". El grup va decidir canviar el disseny del CD publicant-ne una versió "neta", que canviava el nom de "Rape Me" per "Waif Me". A part de la inclusió de la remescla de Litt de "Pennyroyal Tea", la música del disc era idèntica a la versió inicial. Quan li van preguntar sobre la raó de fer una versió modificada del disc, Kurt va explicar que els residents de molts pobles petits no tenen botigues locals de música i es veien obligats a comprar la seva música a llocs com Kmart.
Tot i que "Heart-Shaped Box" va tenir bona rebuda per part de les emissores alternatives i de masses, i que "In Utero" va debutar en el número u de la llista Billboard d'àlbums, el disc no va causar el mateix impacte que "Nevermind". Quan el grup va iniciar la gira per Estats Units de promoció del seu nou disc —la seva primera gran gira pels Estats Units des de l'èxit de "Smells Like Teen Spirit"—, normalment tocaven a auditoris a mig omplir, principalment per la falta de gira per la promoció de "Nevermind" i pel caràcter "arriscat" del seu nou llançament. En aquesta gira promocional, el grup va afegir en Pat Smear (del grup de punk rock The Germs) com a segon guitarrista.
Al mes de novembre de 1993, el grup decidí d'aturar la gira per enregistrar un concert acústic al programa MTV Unplugged. Les sessions van revelar la profunditat de les cançons escrites per Kurt, sovint estaven soterrades pel so agressiu del grup. També demostrava el gran interès musical de Cobain, per la seva selecció de cançons originals de David Bowie, The Vaselines, Meat Puppets (que els van acompanyar en les tres cançons seves que el grup va versionar) i del cantant de folk nord-americà Leadbelly. Aquest concert es va convertir en un dels moments més importants de la història de Nirvana, ampliada posteriorment amb la tragèdia que s'acostava.

### La mort d'en Kurt
A principis de 1994, el grup va emprendre una gira per Europa. Tot i que la gira va començar bé, els concerts van anar decaient gradualment, amb la imatge d'un Kurt avorrit i distret durant els concerts, particularment durant el seu pas per Itàlia. Després de la presentació al Terminal Eins de Múnic (Alemanya) l'1 de març, Kurt va rebre un diagnòstic de bronquitis i laringitis severa. L'actuació de la nit següent va haver de ser cancel·lada.
El matí del 4 de març, a Roma, Kurt va ser trobat inconscient per la seva dona, Courtney Love, i va ser portat a l'hospital. Un metge va declarar en una roda de premsa que el cantant havia reaccionat malament a una combinació de Rohypnol i alcohol. La resta de la gira va ser cancel·lada, incloent una visita planejada, després de dos anys sense anar-hi, al Regne Unit.
En les setmanes posteriors, l'addicció a l'heroïna de Cobain va reaparèixer. Es va organitzar una intervenció i Kurt va ser convençut per entrar a un programa de desintoxicació. Després de menys d'una setmana, en Kurt va escalar els murs del centre de desintoxicació i va volar cap a Seattle. Una setmana més tard, el divendres 8 d'abril de 1994, el seu cos fou trobat amb un tret al cap a la seva casa de Seattle.
La investigació oficial que es dugué a terme posteriorment va dictaminar que Cobain s'havia suïcidat. No obstant això, certs indicis com els alts nivells d'estupefaents a la sang insinuaven que Kurt Cobain no podia haver-se autoinfligit una ferida mortal. També hi ha certa controvèrsia amb l'edició de la darrera part de la nota de suïcidi, car hi ha gent que afirma que no la va escriure el mateix Kurt. La hipòtesi de l'assassinat és encara defensada per moltes persones, com l'Eddie Vedder i Kim Gordon.

### Després de la mort d'en Kurt

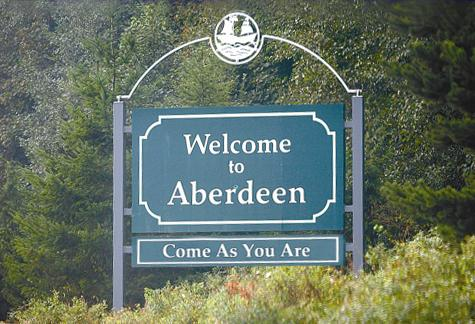
Cartell a l'entrada d'Aberdeen localitat on nasqué Kurt Cobain. El subtítol "Come As You Are" (vingueu com sou) és el títol de la tercera cançó de l'àlbum Nevermind el segon àlbum d'estudi de Nirvana.

S'han publicat diversos discos de Nirvana des de la mort de Kurt Cobain. El primer va sortir el novembre de 1994 amb l'actuació enregistrada l'any anterior a l'espai MTV Unplugged, sota el títol de MTV Unplugged in New York. Aquest disc conté les aparicions dels germans Kirkwood, membres dels Meat Puppets, així com les versions de les cançons de Leadbelly ("Where Did You Sleep Last Night"), The Vaselines (Molly's Lips) i David Bowie (The Man Who Sold the World).
Dues setmanes després del llançament d'"Unplugged in New York", va aparèixer un vídeo recopilatori anomenat "Live! Tonight! Sold Out!". Kurt havia recopilat una part important del vídeo, que documentava bona part de la gira promocional de "Nevermind". També incloïa material "memorable", com ara un incident amb un guàrdia de seguretat en un club de Texas al mes d'octubre de 1991, o una versió d"Aneurysm" feta amb vestits en el festival de Hollywood Rock a Rio de Janeiro (Brasil) el gener de 1993.
La intenció original era de publicar "Unplugged in New York" com a disc doble, juntament amb un disc de material elèctric en directe per compensar el contingut acústic. No obstant això, els dos membres restants del grup, estaven emocionalment massa afectats per recopilar el disc elèctric, a causa del poc temps que havia passat des de la mort de Cobain. El disc, una recopilació de gravacions de concerts de Nirvana, va ser publicat finalment al mes d'octubre de 1996, amb el títol From the Muddy Banks of the Wishkah.
L'agost de 1997, la pàgina web de notícies musicals "Wall of Sound" va publicar que Grohl i Novoselic estaven organitzant un box set de rareses de Nirvana. Quatre anys més tard, el segell discogràfic del grup va anunciar que el box set estava complet i que seria publicat el setembre per commemorar el desè aniversari del llançament de "Nevermind". Tanmateix, poc abans de la data de publicació, Courtney Love va frenar-ne la publicació i va denunciar Grohl i Novoselic, al·legant que "estaven segrestant el llegat de Nirvana per interessos personals". Tot seguit hi va haver una batalla legal per saber qui era l'amo de la música de Nirvana, que va durar més d'un any.
Bona part de la batalla legal es va centrar en una cançó no publicada, "You Know You're Right", l'últim enregistrament d'estudi del grup. Grohl i Novoselic volien incloure-la en el box set, intentant publicar totes les rareses en un únic disc. Courtney, però, va al·legar que la cançó era més que una simple "raresa" i que havia de ser inclosa en una recopilació de "grans èxits". Després de més d'un any d'enfrontaments públics i legals, les parts van firmar un acord, que desembocà en la publicació immediata del disc de "grans èxits", incloent aquesta cançó, amb el títol Nirvana. A canvi, la Courtney acceptaria de donar maquetes en cassette enregistrades per Kurt per al seu ús en el box set.
Els seguidors del grup van tenir un primer contacte amb "You Know You're Right" a principis de 1995, quan Courtney va tocar una versió de la cançó amb el seu grup Hole a l'MTV Unplugged amb el títol de "You've Got Not Right". Una versió inicial de la cançó tocada per Nirvana en el seu concert del 23 d'octubre de 1993 a l'Aragon Ballroom de Chicago va sortir a la llum pública en cercles de compravenda de cassets de Nirvana pocs mesos després. Durant els anys posteriors, els rumors de l'existència d'una versió d'estudi de la cançó van començar a circular i créixer fins a arribar a proporcions quasi "mítiques". Per als seguidors, la primera confirmació real de l'existència d'aquesta versió va aparèixer el novembre de 2001 quan Access Hollywood va difondre un clip de deu segons com a part d'una entrevista a Courtney. Per maig del 2002, diversos clips d'una durada superior van aparèixer a Internet per via d'una font desconeguda, que va anunciar que planejava publicar la cançó completa. No obstant això, la font va fer-se enrere en les seves intencions, per por d'accions legals. Quan la batalla legal estava a punt de finalitzar al setembre de 2002, la cançó completa va aparèixer per aquest mitjà, dies abans de l'anunci del llançament de "Nirvana". Tot i que la versió d'estudi era un "esborrany" amb lletres sense acabar, la cançó va agradar fins i tot als seguidors menys habituals del grup, que la convertiren en una de les cançons més escoltades a la ràdio alternativa entre el 2002 i el 2003.
"Nirvana" va veure la llum el 29 d'octubre de 2002. Juntament amb la cançó "You Know You're Right", el disc conté èxits dels seus tres discos d'estudi, així com remescles i gravacions de cançons ja conegudes. Després de la seva publicació, diversos seguidors veterans es van queixar de la selecció de cançons, justuficant que la versió alternativa de "Been a Son" (de l'EP "Blew") no era la versió preferida del grup, i que faltaven cançons com "Sappy" (originalment llançada en la recopilació "No Alternative" com a "Verse Chorus Verse"), que havia tingut molt d'èxit als Estats Units després de la mort de Kurt Cobain. Els seguidors de fora dels Estats Units van qüestionar la inclusió de la versió Unplugged de "All Apologies" (en lloc de la publicada al senzill, inclosa a "In Utero") i la versió de "Bleach" d'"About a Girl" (quan la versió Unplugged va ser un senzill molt popular el 1994). També, amb una durada de menys de cinquanta minuts, hi havia prou lloc per incloure d'altres èxits, com "Love Buzz", "Drain You", "Aneurysm" i "Where Did You Sleep Last Night?" (que seria posteriorment inclòs en algunes publicacions no americanes del disc).
Al mes de novembre de 2004 finalment es va publicar el box set, amb el títol de "With the Lights Out". Aquest llançament contenia una àmplia recopilació de maquetes de Kurt Cobain, gravacions d'assaigs i rareses, i cançons en viu enregistrades durant tota la història del grup. Alguns seguidors veterans van tenir l'oportunitat d'escoltar les gravacions de maquetes que mai no havien estat acabades com "Old Age" i "Verse Chorus Verse" (una cançó diferent de "Sappy"), enregistrada durant les sessions de "Nevermind". Una altra cançó destacable en el box set va ser una demo acústica d'una cançó anomenada "Do Re Mi", gravada per en Kurt a la seva habitació. La cançó va demostrar que fins i tot durant els seus últims dies, tan dramàtics, Kurt Cobain encara tenia aquell "do" per a la melodia que havia demostrat anys enrere en cançons com "About a Girl".
Una recopilació d'"el millor del box set" tituladaSliver: The Best of the Box fou publicada a la tardor de 2005. El CD va recopilar dinou cançons del box set, juntament amb tres cançons no publicades, incloent-hi una versió de la cançó "Spank Thru" de la demo de 1985 "Fecal Matter". Segons diu la revista Rolling Stone, Frances Bean Cobain va col·laborar a escollir el títol i la portada.
En una entrevista l'any 2002 amb en Jim DeRogatis, Courtney Love va comentar els incomptables cassets d'assajos, demos i gravacions a l'habitació que hi havien quedat després de la mort d'en Kurt. Per exemple, una versió de quatre pistes de la cançó "Do Re Mi", aparentment gravada per Kurt a la bateria, Part Smear a la guitarra i Eric Erlandson al baix, una setmana abans de la seva mort. S'espera que qualsevol cançó d'aquest arxiu que no hagi estat publicada veurà la llum algun dia no gaire llunyà.

### Projectes post-Nirvana
Durant els anys posteriors a la dissolució de Nirvana, els seus dos membres supervivents han restat en actiu. Al cap d'un temps després de la mort d'en Kurt, en Grohl va gravar una sèrie de demos que finalment es van convertir en l'àlbum de debut dels Foo Fighters. Fins al 2006, els Foo Fighters han publicat cinc discos amb un gran èxit comercial. El llançament més recent, In You Honor, conté una cançó anomenada "Friend of a Friend", que Grohl va escriure el 1990 en una de les primeres trobades amb en Kurt i en Novoselic.
A més a més, en Grohl ha participat com a bateria a grups i artistes com Tom Petty and the Heartbreakers, Mike Watt, Queens of the Stone Age, Tenacious D, Nine Inch Nails, Garbage, Cat Power i Killing Joe, a més de participar com a guitarrista al disc Heathen del David Bowie. També va enregistrar un disc de cançons de heavy metal amb diversos dels seus cantants preferits de metal de començaments dels 80, amb el nom de "Probot".
Després de la fi de Nirvana, Novoselic va formar Sweet 75, amb qui edità un disc homònim el 1997. Més recentment, va fundar Eyes Adrift juntament amb Curt Kirkwood (exmembre de Meat Puppets) i Bud Gaugh (exmembre de Sublime). També va tocar al grup No WTO Combo amb Kim Thayil, de Soudgarden, i Jello Biafra dels Dead Kennedys, que es va presentar coincidint en una de les dates en què es realitzava la reunió de la OMC de 1999. D'altres participacions de Novoselic inclouen la cançó "Twisted Willie", on va tocar amb Johnny Cash, per al disc de tribut a Nirvana Willie Nelson de 1996, així com tocar el piano a "Against the 70s" en el disc de Mike Watt Ball-Hog or Tugboat, on també hi va col·laborar Grohl, i diversos músics de grunge i rock alternatiu com en Eddie Vedder de Pearl Jam, Flea de Red Hot Chili Peppers i Thurston Moore de Sonic Youth.

## Discografia
Discs i recopilatoris
| Any  | Títol                               | Discogràfica   | Altres informacions                                                                            |
| 1989 | Bleach                              | Sub Pop        | Primer disc d'estudi.                                                                          |
| 1991 | Nevermind                           | Geffen Records | Segon disc d'estudi.                                                                           |
| 1992 | Incesticide                         | Geffen         | Recopilatori de cançons rares d'estudi, cares B, versions alternatives i cançons versionades.  |
| 1993 | In Utero                            | Geffen         | Tercer disc d'estudi.                                                                          |
| 1994 | MTV Unplugged in New York           | Geffen         | Disc acústic en viu.                                                                           |
| 1994 | Live! Tonight! Sold Out!!           | Geffen         | Vídeo casolà VHS amb actuacions en viu i entrevistes.                                          |
| 1995 | Singles                             | Geffen         | Les millors cançons de Nevermind i In Utero en una sola caixa.                                 |
| 1996 | From the Muddy Banks of the Wishkah | Geffen         | Disc elèctric en viu.                                                                          |
| 2002 | Nirvana                             | Universal      | També anomenat Beast of i/o Greatest Hits. Inclou "You Know You're Right" mai publicada abans. |
| 2004 | With the Lights Out                 | Geffen         | Caixa que conté tres discs compactes i un DVD. Inclou material rar i no publicat anteriorment. |
| 2005 | Sliver: The Best of the Box         | Geffen         | 19 cançons de With The Lights Out més tres gravacions mai abans publicades.                    |

Singles i EPs
| Any  | Títol                            | Discogràfica | Altres informacions |
| 1988 | Love Buzz/Big Cheese             | Sub Pop      | (Bleach) Versió limitada a 1000 còpies.                                                                                                  |
| 1989 | Blew (EP)                        | Tupelo       | (Bleach) EP publicat a França i al Regne Unit.                                                                                           |
| 1990 | Sliver/Dive                      | Sub Pop      | |
| 1991 | Candy/Molly's Lips               | Sub Pop      | Conjuntament amb Fluid; En viu, primera edició en vinil negre (2.500 còpies)i segona edició en vinil blau (3.500 còpies)                 |
| 1991 | Here She Comes Now/Venus in Furs | Communion    | Versions de Velvet Underground, conjuntament amb The Melvins (1.000 còpies en 8 colors diferents)                                        |
| 1991 | Smells Like Teen Spirit          | Geffen       | (Nevermind) |
| 1992 | Come As You Are                  | Geffen       | (Nevermind) |
| 1992 | Lithium                          | Geffen       | (Nevermind) |
| 1992 | In Bloom                         | Geffen       | (Nevermind) |
| 1992 | Hormoaning (EP)                  | Geffen       | EP publicat només a Austràlia i Japó. |
| 1993 | Puss/Oh, the Guilt               | Touch and Go | Amb els The Jesus Lizard (100.000 còpies a tot el món)                                                                                   |
| 1993 | Heart-Shaped Box                 | Geffen       | (In Utero) |
| 1993 | All Apologies/Rape Me            | Geffen       | (In Utero) |
| 1994 | Pennyroyal Tea                   | Geffen       | (In Utero) Reanomenat després de la mort d'en Kurt. No hi ha còpies a vinil i es creu que existeixen uns quants centernars de CDs només. |
| 1994 | About a Girl                     | Geffen       | (MTV Unplugged in New York) Publicat majoritàriament a Europa, amb una edició limitada de 5.000 còpies publicada a Austràlia.            |
| 1996 | Aneurysm                         | Geffen       | (From The Muddy Banks of The Wishkah) Només promoció, publicat per promocionar el disc a la ràdio.                                       |
| 2002 | You Know You're Right            | Geffen       | (Nirvana) Només promoció, publicat per promocionar el disc a la ràdio.                                                                   |

## Guardons
Premis
- 1996: Grammy al millor àlbum de música alternativa

Nominiacions
- 1992: Grammy al millor àlbum de música alternativa
- 1994: Grammy al millor àlbum de música alternativa